# Mesacanthoides fibulatus
Mesacanthoides fibulatus är en rundmaskart som beskrevs av Christian Wieser och Stephen Donald Hopper 1967. Mesacanthoides fibulatus ingår i släktet Mesacanthoides och familjen Enoplidae. Inga underarter finns listade i Catalogue of Life.